# Евдокија Илиопољска
Евдокија је хришћанска светитељка.
Живела је у Феничанском граду Хелиополису за време владавине цара Трајана. Према хришћанском веровању, најпре је била велика развратница, потом покајница, испосница и најзад мученица. Развратом је стекла огромно богатство. Преокрет у њеном животу направио је неки стари монах Герман, и то нехотично. Дошавши послом у град, он је одсео код једног хришћанина, чија се кућа додиривала са Евдокијином кућом. Када је он ноћу почео по обичају монашком читати Псалтир и неку књигу о Страшноме Суду, Евдокија га је чула и с пажњом почела ослушкивати његове речи све до краја. Страх и ужас ју је обузео, тако да је остала будна до сванућа. А чим је свануло, она је послала слуге да умоле тога монаха да дође к њој. Герман је дошао, и међу њима је отпочео дуг разговор о ономе што је старац монах прошле ноћи читао, и уопште о вери и спасењу. Резултат тих разговора био је да је Евдокија замолила месног епископа да је крсти. После крштења предала је све своје имање Цркви, да се раздели сиромасима, отпустила своје слуге и робове, и повукла се у неки женски манастир. И тако се одлучно посветила монашком животу, послушању, трпљењу, бдењу, молитви и посту, те је после тринаест месеци изабрана за игуманију. Проживела је у манастиру 56 година. Хришћани верују да је имала велику благодат и да је и мртве васкрсавала. Када је почело гоњење хришћана од некога кнеза Викентија, Света Евдокија је била посечена мачем.
Српска православна црква слави је 1. марта по црквеном, а 14. марта по грегоријанском календару.